# SuperM
SuperM (кор. 슈퍼 엠) — південнокорейський поп-гурт, створений у 2019 році південнокорейською компанією SM Entertainment та американською Capitol Music Group. До складу гурту входить сім учасників, які були зібрані з чотирьох вже існуючих гуртів SM Entertainment: Темін з SHINee, Бекхьон і Кай з EXO, Тейон і Марк з NCT 127, Тен і Лукас з WayV. Дебют SuperM відбувся 4 жовтня 2019 року з мініальбомом SuperM та синглом «Jopping».

## Кар'єра

### 2019: дебют нового проєкту SuperM
Всі учасники SuperM були зібрані з існуючих гуртів SM Entertainment: Темін дебютував як у складі Shinee в травні 2008 року. Бекхьон і Кай стали учасниками EXO у квітні 2012 року. Тейон, Тен і Марк увійшли до складу NCT у квітні 2016 року.
7 серпня 2019 року голова музичної групи Capitol Music Group Стів Барнетт та засновник SM Entertainment Лі Су Ман на конференції в Лос-Анджелесі (США) офіційно оголосили про запуск нового проєкту — «супергурту» під назвою SuperM, зібраного з окремих учасників вже існуючих гуртів SM Entertainment. Лі Су Ман представив майбутній гурт як «месників кей-попу», маючи на увазі команду супергероїв Месників (англ. The Avengers) з фільмів Marvel Studios. Як було пояснено, «У кожного [учасника SuperM] є свій гурт, подібно як Залізна людина має свій фільм, а Тор — свій, але разом вони мають ще більшу синергію…» Новий проєкт був розрахований у першу чергу на іноземну аудиторію.
У серпні в Дубаї відбулися зйомки дебютного музичного відео.
4 жовтня відбувся дебют гурту з мініальбомом SuperM та синглом «Jopping». Промоції мініальбому відбувалися у Південній Кореї та США з акцентом на аудиторії останніх. Мініальбом SuperM дебютував під номером один у чарті альбомів Billboard 200, що перетворило SuperM на другий південнокорейський гурт, що досяг такого результату в американських чартах. Дебютний сингл «Jopping» критики Billboard внесли до переліку 25 найкращих кей-поп пісень року.
Інструментальна версія однієї з композицій мініальбому I Can't Stand the Rain вийшов 28 серпня.
5 жовтня у приміщенні Capitol Records в Лос-Анджелесі відбувся перший концерт SuperM. 9 жовтня гурт вперше з'явився на американському телебаченні у шоу Елен Дедженерес.
З листопада 2019 по лютий 2020 року SuperM провели концертний тур We Are the Future Live містами США, Латинської Америки та Європи.

### 2020: перший камбек зSuper One
Через рік після першого представлення — 5 серпня 2020 року SM Entertainmen оголосила про камбек SuperM, який має відбутися 25 вересня з альбомом Super One.
14 серпня було випущено сингл «100», що входитиме до альбому Super One, та музичний кліп до нього. 1 вересня вийшов кліп на інший трек — «Tiger Inside» з майбутнього альбому. 24 вересня вийшов кліп наголовний трек альбому «One (Monster & Infinity)».
25 вересня відбувся реліз першого повноформатного альбому Super One.

## Участь у рекламних кампаніях
В листопаді 2019 року SuperM були оголошені амбасадором глобальної корейської авіації. 4 листопада гурт з'явився у рекламному відео Korean Air. Пісня «Let's Go Everywhere», представлена у цьому відеоролику була опублікована 18 листопада, а кошти, зібрані від продажу кошти пісні були передані на благочинність в рамках кампанії Global Citizen.

## Учасники
| Сценічний псевдонім | Сценічний псевдонім | Оригінальний гурт | Дата народження           | Позиція в SuperM                                 |
| Англійською         | Українською         | Оригінальний гурт | Дата народження           | Позиція в SuperM                                 |
| ------------------- | ------------------- | ----------------- | ------------------------- | ------------------------------------------------ |
| Baekhyun            | Бекхьон             | EXO               | 6 травня 1992 (32 роки)   | Лідер, головний вокаліст                         |
| Kai                 | Кай                 | EXO               | 14 січня 1994 (31 рік)    | Головний танцюрист, головний репер, вокаліст     |
| Taemin              | Темін               | SHINee            | 18 липня 1993 (31 рік)    | Головний вокаліст, головний танцюрист            |
| Taeyong             | Тейон               | NCT               | 1 липня 1995 (29 років)   | Головний репер, головний танцюрист               |
| Mark                | Марк                | NCT               | 2 серпня 1999 (25 років)  | Головний репер, ведучий танцюрист, бек-вокаліст  |
| Ten                 | Тен                 | NCT               | 27 лютого 1996 (29 років) | Головний танцюрист, головний вокаліст, саб-репер |
| Lucas               | Лукас               | NCT               | 25 січня 1999 (26 років)  | Репер, віжуал                                    |

## Дискографія

### Студійні альбоми
| Назва     | Деталі альбому                                                                                     | Пікові позиції у чартах | Пікові позиції у чартах | Пікові позиції у чартах | Пікові позиції у чартах | Пікові позиції у чартах | Пікові позиції у чартах | Пікові позиції у чартах | Пікові позиції у чартах | Пікові позиції у чартах | Пікові позиції у чартах | Продажі                                                                          | Сертифікації        |
| Назва     | Деталі альбому                                                                                     | KOR                     | AUS                     | BEL (FL)                | CAN                     | FRA                     | JPN                     | JPN Hot                 | NZ                      | UK Dig.                 | US                      | Продажі                                                                          | Сертифікації        |
| --------- | -------------------------------------------------------------------------------------------------- | ----------------------- | ----------------------- | ----------------------- | ----------------------- | ----------------------- | ----------------------- | ----------------------- | ----------------------- | ----------------------- | ----------------------- | -------------------------------------------------------------------------------- | ------------------- |
| Super One | - Реліз: 25 вересня 2020 - Лейбл: SM, Capitol - Формат: CD, касета, цифрове завантаження, стриминг | 1                       | 82                      | 175                     | 69                      | 73                      | 7                       | 8                       | 40                      | 29                      | 2                       | - Південна Корея: 560,032 - Японія: 4,019 - Японія: 28,518 (Фіз.) - США: 107,900 | - KMCA: 2× Platinum |

### Мініальбоми
| Назва  | Деталі                                                                                       | Пікові позиції у чартах | Пікові позиції у чартах | Пікові позиції у чартах | Пікові позиції у чартах | Пікові позиції у чартах | Пікові позиції у чартах | Пікові позиції у чартах | Продажі                                                          |
| Назва  | Деталі                                                                                       | KOR                     | BEL (FL)                | CAN                     | FRA                     | JPN                     | UK Dig.                 | US                      | Продажі                                                          |
| ------ | -------------------------------------------------------------------------------------------- | ----------------------- | ----------------------- | ----------------------- | ----------------------- | ----------------------- | ----------------------- | ----------------------- | ---------------------------------------------------------------- |
| SuperM | - Реліз: 4 жовтня 2019 - Лейбл: SM, Capitol - Формат: CD, LP, цифрове завантаження, стриминг | 3                       | 130                     | 38                      | —                       | 7                       | 19                      | 1                       | - Південна Корея: 170,102 - Японія: 28,111 (Фіз.) - США: 228,000 |

### Сингли
| Назва                                                                            | Рік  | Пікові позиції у чартах | Пікові позиції у чартах | Пікові позиції у чартах | Пікові позиції у чартах | Пікові позиції у чартах | Пікові позиції у чартах | Пікові позиції у чартах | Пікові позиції у чартах | Продажі | Альбом    |
| Назва                                                                            | Рік  | KOR                     | KOR Hot.                | CAN                     | FRA Dig.                | JPN Hot.                | NZ Hot.                 | UK Dig.                 | US World                | Продажі | Альбом    |
| -------------------------------------------------------------------------------- | ---- | ----------------------- | ----------------------- | ----------------------- | ----------------------- | ----------------------- | ----------------------- | ----------------------- | ----------------------- | ------- | --------- |
| «Jopping»                                                                        | 2019 | —                       | 84                      | 85                      | 140                     | 27                      | 24                      | 96                      | 1                       | Н/Д     | SuperM    |
| «100»                                                                            | 2020 | —                       | 94                      | —                       | —                       | 35                      | —                       | —                       | 7                       |         | Super One |
| «Tiger Inside»                                                                   | 2020 | 142                     | 65                      | —                       | —                       | 69                      | —                       | —                       | 7                       |         | Super One |
| «One (Monster & Infinity)»                                                       | 2020 | —                       | 96                      | —                       | —                       | 54                      | —                       | —                       | 7                       | Н/Д     | Super One |
| »—" релізи, що не потрапили у чарти або не були випущені у відповідних регіонах. |      |                         |                         |                         |                         |                         |                         |                         |                         |         |           |

### Промо-сингли
| Назва                                                                            | Рік  | Пікові позиції у чартах | Пікові позиції у чартах | Альбом            | Нотатки                                                      |
| Назва                                                                            | Рік  | KOR                     | US World                | Альбом            | Нотатки                                                      |
| -------------------------------------------------------------------------------- | ---- | ----------------------- | ----------------------- | ----------------- | ------------------------------------------------------------ |
| «Let's Go Everywhere»                                                            | 2019 | —                       | 23                      | Сингл без альбому | Колаборація з Korean Air                                     |
| «With You»                                                                       | 2020 | —                       | —                       | Super One         | Колаборація з Global Citizen для One World: Together at Home |
| «We Do»                                                                          | 2021 | —                       | —                       | Сингл без альбому | Колаборація з Prudential                                     |
| «—» релізи, що не потрапили у чарти або не були випущені у відповідних регіонах. |      |                         |                         |                   |                                                              |

### Інші пісні у чартах
| Назва                    | Рік  | Пікові позиції у чартах | Альбом |
| Назва                    | Рік  | US World                | Альбом |
| ------------------------ | ---- | ----------------------- | ------ |
| «I Can't Stand The Rain» | 2019 | 10                      | SuperM |
| «Super Car»              | 2019 | 15                      | SuperM |
| «No Manners»             | 2019 | 20                      | SuperM |
| «2 Fast»                 | 2019 | 24                      | SuperM |

1. ↑  «SuperM» не потрапив у Main Album Chart, але посів 11 місце у чарті завантажень[48].
2. ↑  Сингл «Jopping» не потрапив у Gaon Digital Chart, але посів 108 місце у чарті завантажень[60].
3. ↑  Сингл «We Do» не потрапив у Gaon Digital Chart, але посів 133 місце у чарті завантажень[63].

## Фільмографія

### Музичні кліпи
| Назва                      | Рік  | Режисер                       | Прим.         |
| -------------------------- | ---- | ----------------------------- | ------------- |
| «Jopping»                  | 2019 | Woogie Kim                    | [ 64 ]        |
| «Let's Go Everywhere»      | 2019 | Oui Kim                       | [ 65 ]        |
| «100»                      | 2020 | Woogie Kim                    | [ 66 ]        |
| «Tiger Inside»             | 2020 | Yong-soo Kwon                 | [ 67 ] [ 68 ] |
| «One (Monster & Infinity)» | 2020 | Beomjin aka Paranoid Paradigm | [ 69 ]        |
| «We Do»                    | 2021 | Невідомий                     |               |

### Телешоу
| Рік  | Назва                  | Мережа | Нотатки                  | Прим.         |
| ---- | ---------------------- | ------ | ------------------------ | ------------- |
| 2019 | SuperM — The Beginning | SBS    | Дебютне реаліті-шоу      | [ 70 ] [ 71 ] |
| 2020 | M-Topia                | Wavve  | Реаліті-шоу про подорожі | [ 72 ]        |
| 2020 | SuperM's As We Wish    | tvN    |                          | [ 73 ] [ 74 ] |

## Концерти та гастролі

### Тури
- SuperM: We Are the Future Live (2019—2020)[75]

## Нагороди та номінації
| Рік  | Нагорода                     | Категорія                         | Номінант / робота | Результат | Прим.  |
| ---- | ---------------------------- | --------------------------------- | ----------------- | --------- | ------ |
| 2019 | Bravo Otto                   | Newcomer                          | SuperM            | Номінація | [ 76 ] |
| 2019 | Seoul Music Awards           | Popularity Award                  | SuperM            | Номінація |        |
| 2019 | Seoul Music Awards           | Hallyu Special Award              | Н/Д               | Номінація |        |
| 2019 | Seoul Music Awards           | Bonsang Award                     | SuperM            | Номінація |        |
| 2020 | Newsis K-Expo                | Seoul Mayor Award                 | Н/Д               | Перемога  | [ 77 ] |
| 2020 | Indonesian Television Awards | Special Award                     | Н/Д               | Перемога  | [ 78 ] |
| 2020 | APAN Awards                  | Best Male Group                   | SuperM            | Номінація |        |
| 2020 | Golden Disc Awards           | Album Division Bonsang            | Super One         | Номінація | [ 79 ] |
| 2021 | Gaon Chart Music Awards      | MuBeat Global Choice Award — Male | SuperM            | Номінація | [ 80 ] |